# Ніколас Вінтон

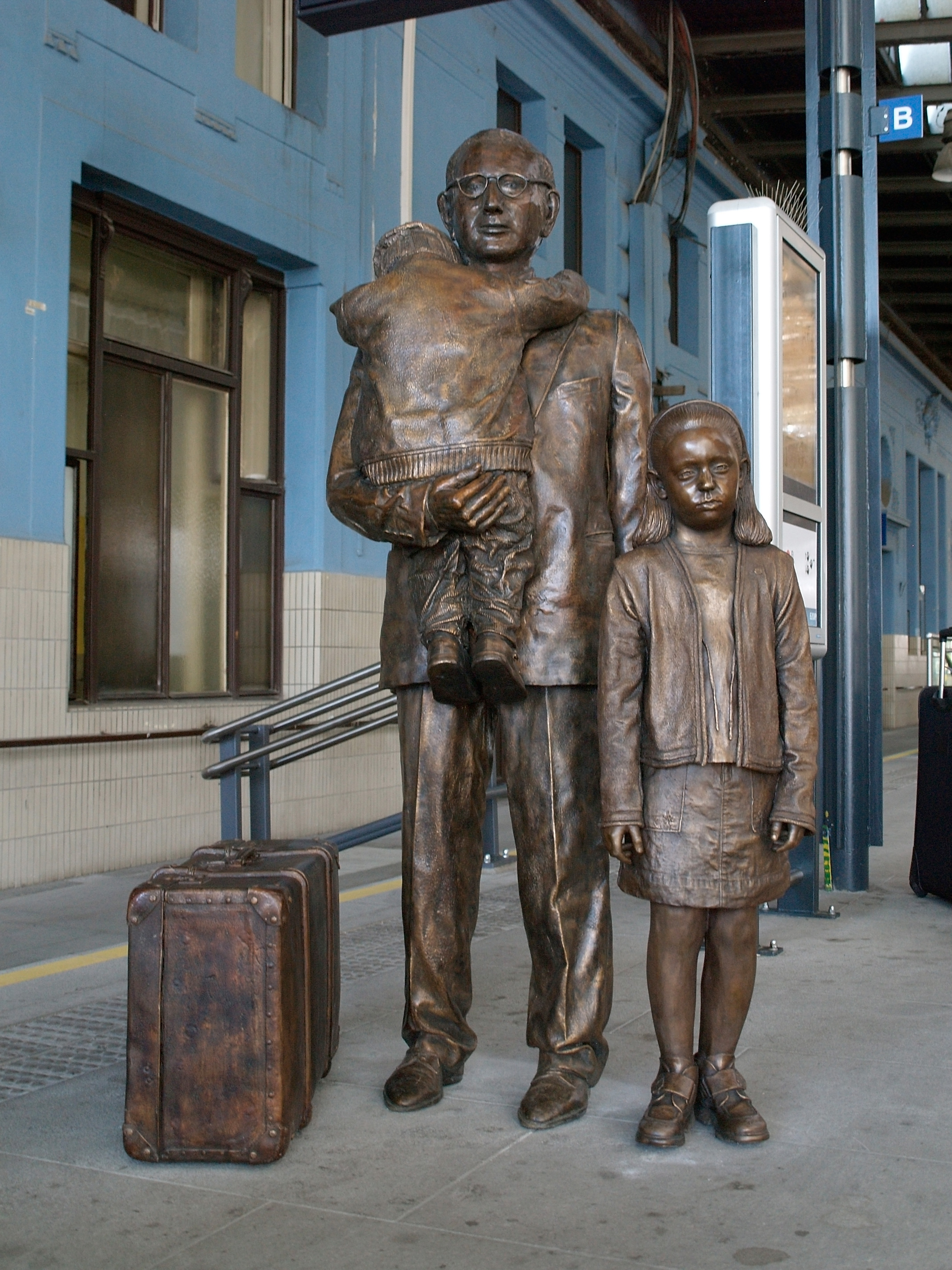
Пам'ятник Ніколасу Вінтону

Сер Ніколас Джордж Вінтон (англ. Sir Nicholas George Winton; 19 травня 1909, Гампстед, Велика Британія — 1 липня 2015) — британський філантроп, напередодні Другої світової війни організував порятунок 669 дітей (переважно єврейського походження) у віці від двох до сімнадцяти років з окупованої німцями Чехословаччини в ході операції, що отримала згодом назву «Чеський Кіндертранспорт».
Походить з родини німецьких євреїв, які в 1907 році емігрували до Великої Британії, прийняли хрещення і змінили прізвище з Вертхайм на Вінтон.
Знаходив для дітей притулок і організовував їх вивезення до Великої Британії. Преса Сполученого Королівства охрестила Вінтона «Британським Шиндлером». Зберігав таємницю порятунку дітей протягом 49 років.
Широку популярність здобув у 1988 році, коли в передачі «That's Life!» на BBC показали зустріч Вінтона з низкою врятованих ним людей, які іменували себе «дітьми Ніки». Під час знімання передачі він вперше зустрів їх знову, але не знав, що вони сидять поруч з ним.
У 2002 році королева Єлизавета II посвятила його в лицарі.
Ніколасу Вінтону присвячений фільм «Всі мої близькі» («Vsichni moji blízcí»).

## Смерть
Вінтон помер у віці 106 років ранком 1 липня 2015 в лікарні Уексгем в Слау від дихальної недостатності. Поряд з ним були донька Барбара та двоє онуків.
В цей день 76 років до того 241 дітей, яких він врятував, залишили Прагу на потязі. В день смерті Вінтона BBC News підготувала спеціальний випуск про декількох дітей, врятованих ним під час війни.

## У культурі
Про життєпис Ніколаса Вінтона розповідається у британському фільмі 2023 року «Одне життя (фільм, 2023)».